# Joe Manganiello
Joseph Michael Manganiello (foneticky /mæŋɡənɛloʊ/, * 28. prosince 1976) je americký herec. Jeho herecká kariéra začala rolí Flashe Thompsona ve filmu Spider-Man od režiséra Sama Raimiho. Nejvíce se pak proslavil rolí vlkodlaka Alcide Herveauxa v pěti sériích seriálu z produkce HBO s názvem Pravá krev .
Je také známý pro své role ve filmech jako je Bez kalhot , Bez kalhot XXL , Pee-weeho velké dobrodružství , Jak porodit a nezbláznit se a nebo třeba Sabotáž . Na konci roku 2013 mu vyšla jeho první kniha s názvem Evolution, kterou vydalo vydavatelství Simon & Schuster . Jeho režijním debutem byl v roce 2014 dokumentární film La Bare, který také sám financoval a byl jeho hlavním producentem. Mezi jeho další role patří např. role Brada ve známém seriálu Jak jsem poznal vaši matku.
V roce 2017 vyhrál středoatlantickou Emmy jako vypravěč dokumentu Pittsburgh je doma: Příběh týmu Penguins, který zobrazil prvních 50 let historie hokejového týmu Pittsburgh Penguins. Zapojuje se v několika charitativních organizacích, zejména v dětské nemocnici UPMC v Pittsburghu, kde působí ve správní radě.

## Život
Narodil se v Pittsburghu v Pensylvánii matce Susan, která je chorvatského původu a otci Charlesi Johnu Manganiello. Jeho otec, ačkoliv narozený a vyrůstající v okolí Bostonu, je italského původu (konkrétně z Neapole) a jeho matka je arménského, rakouského, a chorvatského původu. Jeho prababička přežila arménskou genocidu, kde byl zavražděn její manžel a sedm jejich dětí. Její osmé dítě se při útěku utopilo.
Vyrůstal ve městě Mt. Lebanon v Pensylvánii. Má mladšího bratra Nicholase. Studoval na římskokatolické základní škole Sv. Bernarda  a poté na střední škole Mt. Lebanon High School, kde roku 1995 promoval s vyznamenáním. Když vyrůstal, byl vždy kapitánem ve svých fotbalových, basketbalových i volejbalových týmech a pokračoval v těchto sportech i na univerzitě. Získal hlavní roli ve školní verzi muzikálu Oklahoma!, a angažoval se i v televizním studiu školy. Půjčoval si vybavení na natáčení filmů se svými přáteli a začal se zajímat o herectví, aby se stal lepším filmařem.
Po sérii sportovních zranění, včetně přetrženého kolenního vazu, se přihlásil na divadelní školu Carnegie Mellon School of Drama, ale nebyl přijat, a tak se přihlásil na Pittsburskou Univerzitu a pracoval v divadle. O rok později znovu podal žádost na školu Carnegie Mellon a stal se jedním ze 17 studentů přijatých do hereckého programu. Vystupoval v divadelních inscenacích a psal, produkoval a hrál ve studentském filmu s názvem Out of Courage 2: Out for Vengeance . Promoval v roce 2000 a získal titul bakaláře umění v herectví. Prostřednictvím své univerzity cestoval do New Yorku a Los Angeles, aby se účastnil skupinových konkurzů, které mu poskytly kontakty ve filmovém průmyslu.

## Osobní život
Je fanouškem fotbalového týmu Pittsburgh Steelers a ragbyového týmu Wests Tigers. V roce 2007 režíroval a produkoval krátký dokumentární film s názvem DieHardz o fanoušcích Steelers, kteří se setkávají v barech v Los Angeles v Kalifornii. Je také významným fanouškem hokejového týmu Pittsburgh Penguins a v roce 2017 moderoval předání cen NHL Awards a NHL Expansion Draft.
Je přítelem zpěváka Johna Feldmana ze skupiny Goldfinger a hodně s kapelou cestoval na turné jako člen jejich ochranky.
Po šesti měsících randění s herečkou Sofíou Vergarou se na Štědrý den roku 2014 zasnoubili  a vzali se v Palm Beach na Floridě 21. listopadu 2015.
Mezi jeho koníčky patří hraní hry Dungeons and Dragons.
Naučil se a momentálně praktikuje transcendentální meditaci.

## Filmografie

### Film
| Rok  | Název filmu                          | Role                                   | Poznámky       |
| ---- | ------------------------------------ | -------------------------------------- | -------------- |
| 2002 | Out of Courage 2: Out for Vengeance  | Ruslan Zmeyev / spisovatel / producent | krátký film    |
| 2002 | Spider-Man                           | Flash Thompson                         |                |
| 2007 | Spider-Man 3                         | Flash Thompson                         | cameo          |
| 2008 | Vražedné finále                      | Matt Cooper                            |                |
| 2008 | Wounded                              | pacient                                | krátký film    |
| 2009 | Ne Evelyn Cho                        | Ryan                                   | krátký film    |
| 2009 | Za nepřátelskou linií 3: Kolumbie    | Poručík Sean Macklin                   |                |
| 2009 | Irene in Time                        | Charlie                                |                |
| 2011 | The Girl With the Tramp Stamp Tattoo | Mikael Blomkvist                       | krátký film    |
| 2012 | Jak porodit a nezbláznit se          | Davis                                  |                |
| 2012 | Bez kalhot                           | Big Dick Richie                        |                |
| 2014 | Sabotáž                              | Joseph „Grinder“ Phillips              |                |
| 2015 | Knight of Cups                       | Joe                                    |                |
| 2015 | Tumbledown                           | Curtis                                 |                |
| 2015 | Bez kalhot XXL                       | Big Dick Richie                        |                |
| 2016 | Pee-weeho velké dobrodružství        | sebe samého                            |                |
| 2017 | Šmoulové: Zapomenutá vesnice         | Silák šmoula (hlas)                    |                |
| 2017 | Liga spravedlnosti                   | Slade Wilson / Deathstroke             | cameo          |
| 2018 | Rampage Ničitelé                     | Burke                                  |                |
| 2019 | Rodiče na tahu                       | Bob Donnelly                           |                |
| 2019 | Bottom of the 9th                    | Sonny Stano                            | také producent |
| 2019 | Jay a mlčenlivý Bob: Přeprc          | Bailiff                                |                |
| 2020 | Noční návštěva                       | Leo                                    |                |
| 2020 | Archenemy                            | Max Fist                               |                |
| 2021 | Shoplifters od the World             | Full Metal Mickey                      | také producent |
| 2021 | Liga spravedlnosti Zacka Snydera     | Slade Wilson / Deathstroke             | cameo          |
| 2021 | The Spine of the night               | Mongrel                                |                |

### Televize
| Year       | Title                                 | Role                | Notes                                                       |
| ---------- | ------------------------------------- | ------------------- | ----------------------------------------------------------- |
| 2006       | Jake in Progress                      | Rick Cavanaugh      | epizoda: "Notting Hell"                                     |
| 2006       | CSI: Crime Scene Investigation        | Tom Harper          | epizoda: "Daddy's Little Girl"                              |
| 2006       | Las Vegas                             | Carson Stuart       | epizoda: "Urban Legend"                                     |
| 2006       | Zločiny ze sousedství                 | James Miller        | epizoda: "Escape"                                           |
| 2006       | So Notorious                          | Scott               | opakující se role, 2 epizody                                |
| 2006       | AKA                                   | Brian               | TV film                                                     |
| 2006–2012  | How I Met Your Mother                 | Brad Morris         | opakující se role, 7 epizod                                 |
| 2007       | Scrubs                                | Chad Miller         | epizoda: "My No Good Reason"                                |
| 2007       | American Heiress                      | Solomon Cortez      | hlavní role, 64 epizod                                      |
| 2007       | ER                                    | strážmistr Litchman | opakující se role, 4 epizody                                |
| 2008–2010  | 'Til Death                            | Stu                 | opakující se role, 2 epizody                                |
| 2008–2010  | One Tree Hill                         | Owen Morello        | opakující serole, 13 epizod                                 |
| 2009       | Kriminálka Miami                      | Tony Ramirez        | epizoda: "Target Specific"                                  |
| 2009       | Medium                                | Angelo Filipelli    | epizoda: "Once in a Lifetime"                               |
| 2010       | Kriminálka New York                   | Rob Meyers          | epizoda: "Criminal Justice"                                 |
| 2010       | 100 otázek                            | Rick                | epizoda: "What Brought You Here?"                           |
| 2010       | Livin' on a Prayer                    | Doug                | pilotní díl, který se neodvysílal                           |
| 2010–2014  | Pravá krev                            | Alcide Herveaux     | hlavní role (42 epizod)                                     |
| 2010, 2014 | WWE Raw                               | sám sebe            | 2 epizody                                                   |
| 2011       | Dva a půl chlapa                      | Alex                | epizoda: "The Squat and the Hover"                          |
| 2012       | Ve službách FBI                       | Ben Ryan            | epizoda "Neighborhood Watch"                                |
| 2013       | Talking Dead                          | sám sebe            | epizoda #2.10                                               |
| 2016       | Máma                                  | Julian              | epizoda: "Cinderella and a Drunk MacGyver"                  |
| 2018       | The Joel McHale Show with Joel McHale | sám sebe            | opakující se role, 2 epizody                                |
| 2018       | No Activity                           | Dugan               | 2 epizody ("By the Siege Side" and "Operation Meat Puppet") |
| 2019       | One Day at a Time                     | Nick                | epizoda: "Drinking and Driving"                             |
| 2019       | The Big Bang Theory                   | sám sebe            | epizoda: "The D&amp;D Vortex"                               |
| 2019       | Daybreak                              | Karl Pokaski        | epizoda: "5318008"                                          |
| 2019       | Star Wars Resistance                  | Ax Tagrin (hlas)    |                                                             |
| 2021       | Greenovi ve velkoměstě                | Viper Fang (hlas)   | epizoda: "Spaghetti Theory"                                 |
| TBA        | Army of the Dead: Lost Vegas          | Rose (hlas)         |                                                             |

## Ocenění a nominace
| Rok  | Skupina                    | Cena                                       | Film/seriál                              | Výsledek   |
| ---- | -------------------------- | ------------------------------------------ | ---------------------------------------- | ---------- |
| 2011 | Ocenění NewNowNext         | „Protože jsi sexy“                         | Pravá krev                               | Vyhrál     |
| 2011 | Saturn Award               | Nejlepší hostovská role v televizi         | Pravá krev                               | Vyhrál     |
| 2011 | Cena Scream                | Průlomový herecký výkon - mužská kategorie | Pravá krev                               | Vyhrál     |
| 2011 | Cena Scream                | Nejlepší herecký tým                       | Pravá krev                               | Vyhrál     |
| 2012 | Teen Choice Awards         | Průlomový herecký výkon - mužská kategorie | Jak porodit a nezbláznit se              | Nominovaný |
| 2013 | MTV Movie Awards           | Nejlepší muzikálový okamžik                | Bez kalhot                               | Nominovaný |
| 2014 | Filmový festival Maui      | Trojitá cena (režie, produkce, herectví)   | La Bare                                  | Vyhrál     |
| 2017 | Středoatlantické ceny Emmy | Vypravěč sportovního programu              | Pittsburgh je doma: Příběh týmu Penguins | Vyhrál     |